# Устьє Яман-Єлги
У́стьє Яма́н-Єлги́ (рос. Устье Яман-Елги, башк. Яманйылға тамағы) — присілок (у минулому селище) у складі Нурімановського району Башкортостану, Росія. Входить до складу Красноключівської сільської ради.
Населення — 12 осіб (2010; 10 у 2002).
Національний склад:
- росіяни — 100 %